# Canal principal del Órbigo
El canal principal del Órbigo es una obra de ingeniería civil que se inauguró en 1968. Dicho canal discurre 26 kilómetros íntegramente en la provincia de León, permitiendo el riego del sector regable Órbigo con agua dulce proveniente del embalse de Barrios de Luna. El uso principal del agua es la agricultura, el abastecimiento de la ciudad de León y la producción hidroeléctrica.

## Datos técnicos[1]
- Longitud: 26,5 kilómetros

- Caudal máximo en origen: 33 m³/s